# Лантаноид
Лантаноиди (по IUPAC) или лантаниди се наричат група сходни елементи в периодичната система. Към нея се причисляват лантанът и следващите го 14 елемента – церий, празеодим, неодим, прометий, самарий, европий, гадолиний, тербий, диспросий, холмий, ербий, тулий, итербий и лутеций. Всички лантаноиди са метали и се обозначават като елементи от лантановия ред. Те са част от групата на редкоземните метали.

## Етимология
4f-елементите, заедно със Sc и Y, често се наричат редкоземни елементи и се означават със съкращението РЗЕ. Те са елементите с пореден номер 58 – 71. Те следват лантана и изграждането на 4f-орбиталите. Тези елементи имат много близки свойства с лантана. Номенклатурата на IUPAC препоръчва групата да бъде назовавана като лантаноиди („подобни на лантана“) вместо лантаниди, тъй като наставката -ид се използва за обозначение на отрицателен йон в съединенията. Поради широката употреба и силната наложеност в научна литература на названието „лантаниди“ използването му все още се допуска.

## Разпространение
Лантаноидите не са редки елементи, но са много разпръснати. Срещат се главно в минералите на 1-ва, 2-ра, 3-та и 4-та група. Известни са около 100 минерала, съдържащи лантаноиди. При обработването на някои от тях, те често се получават като страничен продукт. Европият се среща в минерали на алкалоземните метали, най-често в стронцита, SrCO3, защото има много близък йонен радиус (110 pm) със Sr (116 pm).
Главно лантаноидни минерали са моноцитовият пясък LnPO4, който съдържа и Th и La, и бастензитът LnCO3F, който съдържа La и други елементи. В тези минерали се срещат предимно леките лантаноиди, а тежките лантаноиди са концентрирани в минерала ксенотим, LnPO4. По-разпространени са лантаноидите с четен пореден номер. Прометият не се среща в природата, защото е радиоактивен – няма стабилни изотопи, а най-дълготрайният му изотоп е с период на полуразпад от 2,7 години.

## Физични свойства
Изменението на лантаноидите като прости вещества е сложно и силно варират ефективните атомни радиуси, енталпията на атомизация, плътността и термичните константи.

## Химични свойства
Лантаноидите следват лантана и изграждането на 4f-орбиталите, което е и причината за многото сходства на тези елементи с лантана. Близките свойства на итрия с лантаноидите се обяснява с лантаноидното свиване, поради което йонният радиус на Y3+ (90 pm) е много близък с този на Ho3+ (90,1 pm). Затова итрият винаги придружава лантаноидите.
Елементите от Ce до Eu се наричат цериева подгрупа или леки лантаноиди, а елементите от Gd до Lu – итриева подгрупа или тежки лантаноиди. Свойствата на лантаноидите се изменят сложно.
Установено е, че повечето лантаноиди имат електронната структура [Xe]4fn6s2, като изключение са Ce, Gd и Lu, които имат електронната структура [Xe]4fn5d16s2. При Ce, [Xe]4f05d16s2, започва изграждането на 4f-орбиталата. Свиването на f-орбиталите не е достатъчно, за да се направи енергитично по-изгодни от 5d-орбиталите, и затова 5d1-конфигурацията е стабилна. При Gd и Lu 4f-орбиталите са наполовина (със 7) и изцяло запълнени (с 14 електрона).
Първата и втората йонизационна енергия на лантаноидите варива, но не така силно както третата йонизационна енергия, където има силно изразени минимуми и максимуми. При Gd и Lu това явление се обяснява с по-лесното откъсване на 5d1-електрона поради екранирането на ядрото от наполовина (при Gd) и изцяло (при Lu) запълнени 4f-орбитали. Наполовина и изцяло изграденият 4f-подслой при Eu и Yb определят стабилността на тези конфигурации, което е причина за по-трудното отделяне на третия електрон. Затова I3 на тези елементи силно нараства.
За всички лантаноиди е характерна +3 степен на окисление, като само при някои се наблюдават също +4 и +2. Тъй като основната конфигурация на повечето лантаноиди е [Xe]4fn6s2, стабилната степен на окисление съответства на отделянето на 6s2-електрона, за което свидетелстват и сравнително голямата разлика между I2 и I3. Енергията на атомизация на лантаноидите е малка. Енергията на кристалната решетка на Ln3+ съединенията трудно може да се определи поради известната степен на ковалентност и различната стойност на константата на Маделунг при Ln2+ и Ln3+ съединенията. Енталпията на хидратацията при Ln3+ е много висока, поради което се предполага, че енергията на кристалната решетка на лантаноидите също има голяма стойност и тя определя стабилната +3 степен на окисление.
Йонните радиуси намаляват с увеличаване на поредния номер, в посока от Ce към Lu, аналогично на изграждането на всеки слой. Свиването на лантаноидите в тази посока е приблизително колкото нарастването на йонните радиуси при прехода от 4d- към 5d-елементите. Аналогично се изменят енергията на хидратация и стандартните електродни потенциали, които нарастват слабо в същата посока.
Електроотрицателността по Полинг на всички лантаноиди е между 1 и 1,2 eV. Те са слабо електропроводими, с изключение на Yb, чиято електропроводимост е три пъти по-голяма от тази на останалите лантаноиди и се доближава до тази на живака.
| Химичен елемент                               | La            | Ce        | Pr        | Nd        | Pm    | Sm        | Eu      | Gd               | Tb           | Dy      | Ho      | Er      | Tm      | Yb      | Lu      |
| --------------------------------------------- | ------------- | --------- | --------- | --------- | ----- | --------- | ------- | ---------------- | ------------ | ------- | ------- | ------- | ------- | ------- | ------- |
| Пореден номер                                 | 57            | 58        | 59        | 60        | 61    | 62        | 63      | 64               | 65           | 66      | 67      | 68      | 69      | 70      | 71      |
| Снимка                                        |               |           |           |           |       |           |         |                  |              |         |         |         |         |         |         |
| Плътност (g/cm3)                              | 6,162         | 6,770     | 6,77      | 7,01      | 7,26  | 7,52      | 5,244   | 7,90             | 8,23         | 8,540   | 8,79    | 9,066   | 9,32    | 6,90    | 9,841   |
| Температура на топене (°C)                    | 920           | 795       | 935       | 1024      | 1042  | 1072      | 826     | 1312             | 1356         | 1407    | 1461    | 1529    | 1545    | 824     | 1652    |
| Температура на кипене (°C)                    | 3464          | 3443      | 3520      | 3074      | 3000  | 1794      | 1529    | 3273             | 3230         | 2567    | 2720    | 2868    | 1950    | 1196    | 3402    |
| Електронна конфигурация (газ)*                | 5d1           | 4f15d1    | 4f3       | 4f4       | 4f5   | 4f6       | 4f7     | 4f75d1           | 4f9          | 4f10    | 4f11    | 4f12    | 4f13    | 4f14    | 4f145d1 |
| Сингония                                      | dhcp          | fcc       | dhcp      | dhcp      | dhcp  | **        | bcc     | hcp              | hcp          | hcp     | hcp     | hcp     | hcp     | fcc     | hcp     |
| Атомен радиус (pm)                            | 162           | 181,8     | 182,4     | 181,4     | 183,4 | 180,4     | 208,4   | 180,4            | 177,3        | 178,1   | 176,2   | 176,1   | 175,9   | 193,3   | 173,8   |
| Специфична проводимост при 25 °C (μΩ·cm)      | 57 – 80 20 °C | 73        | 68        | 64        |       | 88        | 90      | 134              | 114          | 57      | 87      | 87      | 79      | 29      | 79      |
| Магнитна възприемчивост χmol /10−6(cm3·mol−1) | +95,9         | +2500 (β) | +5530 (α) | +5930 (α) |       | +1278 (α) | +30 900 | +185 000 (350 K) | +170 000 (α) | +98 000 | +72 900 | +48 000 | +24 700 | +67 (β) | +183    |

| Химичен елемент               | La        | Ce            | Pr    | Nd             | Pm    | Sm            | Eu        | Gd        | Tb               | Dy            | Ho   | Er            | Tm            | Yb          | Lu        |
| ----------------------------- | --------- | ------------- | ----- | -------------- | ----- | ------------- | --------- | --------- | ---------------- | ------------- | ---- | ------------- | ------------- | ----------- | --------- |
| Пореден номер                 | 57        | 58            | 59    | 60             | 61    | 62            | 63        | 64        | 65               | 66            | 67   | 68            | 69            | 70          | 71        |
| Ln3+ електронна конфигурация* | 4f0       | 4f1           | 4f2   | 4f3            | 4f4   | 4f5           | 4f6       | 4f7       | 4f8              | 4f9           | 4f10 | 4f11          | 4f12          | 4f13        | 4f14      |
| Ln3+ радиус (pm)              | 103       | 102           | 99    | 98,3           | 97    | 95,8          | 94,7      | 93,8      | 92,3             | 91,2          | 90,1 | 89            | 88            | 86,8        | 86,1      |
| Цвят на Ln4+(aq)              | —         | Оранжево-жълт | Жълт  | Синьо-виолетов | —     | —             | —         | —         | Червено-кафяв    | Оранжево-жълт | —    | —             | —             | —           | —         |
| Цвят на Ln3+(aq)              | Безцветен | Безцветен     | Зелен | Виолетов       | Розов | Бледожълт     | Безцветен | Безцветен | Много бледорозов | Бледожълт     | Жълт | Розово-червен | Светлозелен   | Безцветен   | Безцветен |
| Цвят на Ln2+(aq)              | —         | —             | —     | —              | —     | Кървавочервен | Безцветен | —         | —                | —             | —    | —             | Лилаво-червен | Жълто-зелен | —         |

| Степен на окисление | 57   | 58   | 59   | 60   | 61   | 62   | 63   | 64   | 65   | 66   | 67   | 68   | 69   | 70   | 71   |
| +2                  |      |      |      |      |      | Sm2+ | Eu2+ |      |      |      |      |      | Tm2+ | Yb2+ |      |
| +3                  | La3+ | Ce3+ | Pr3+ | Nd3+ | Pm3+ | Sm3+ | Eu3+ | Gd3+ | Tb3+ | Dy3+ | Ho3+ | Er3+ | Tm3+ | Yb3+ | Lu3+ |
| +4                  |      | Ce4+ | Pr4+ | Nd4+ |      |      |      |      | Tb4+ | Dy4+ |      |      |      |      |      |